# Siena
Siena je město ležící ve střední části italského Toskánska, je hlavním městem provincie Siena. Siena je známá jako historické kulturní město s výborně zachovalým středověkým architektonickým dědictvím a Sienskou univerzitou, jednou z nejstarších univerzit světa. Proto je Siena od roku 1995 zapsána na seznamu památek světového dědictví UNESCO. Jedním z charakteristických rysů architektury v Sieně jsou stavby z cihel. Důvodem jsou hlinité půdy v okolí města, vhodné právě pro výrobu cihel.
Centrum města je obklopeno několika branami, spojenými systémem hradeb. Za svou zachovalost vděčí také tomu, že během druhé světové války nebylo na rozdíl od většiny ostatních italských měst bombardováno.
Siena je také známá každoročním konáním tzv. Palia, tj. koňského dostihu, který se koná na hlavním náměstí Piazza del Campo. Soupeří spolu jezdci z jednotlivých čtvrtí města. Čtvrť, která vyhraje, má poté právo uspořádat bujarý večírek ve čtvrti, která dostih prohrála, a to bez jakýchkoliv postihů.

## Historie
Oblast byla původně osídlena Etrusky, v období 900 až 400 před K. Pravděpodobně z tohoto období pochází původní název Saenae. Římané, za vlády Augusta, založili v místě dnešní Sieny vojenskou kolonii a pojmenovali ji Saena Julia. Ve 4. st. se město stalo sídlem biskupa, v pozdější době mělo vlastní hrabata. V 10. st. byla Siena v centru důležitých obchodních cest do Říma a stalo se z ní významné středověké město. V první polovině 12. st. město prosperovalo, vlastnilo stříbrné doly a stalo se centrem obchodu a bankovnictví. Bylo středověkou republikou. Tehdy vznikla zdejší univerzita, slavný Palazzo Pubblico, dóm S. Maria Assunta a svého vrcholu dosáhlo i sienské malířské umění. V polovině 14. st. zasáhla město morová epidemie. V roce 1555 skončilo 400 let dlouhé období Sienské republiky. V roce 1559 se město dostalo pod vliv Medicejů a stalo se součástí velkovévodství toskánského.

## Město, památky a významné stavby

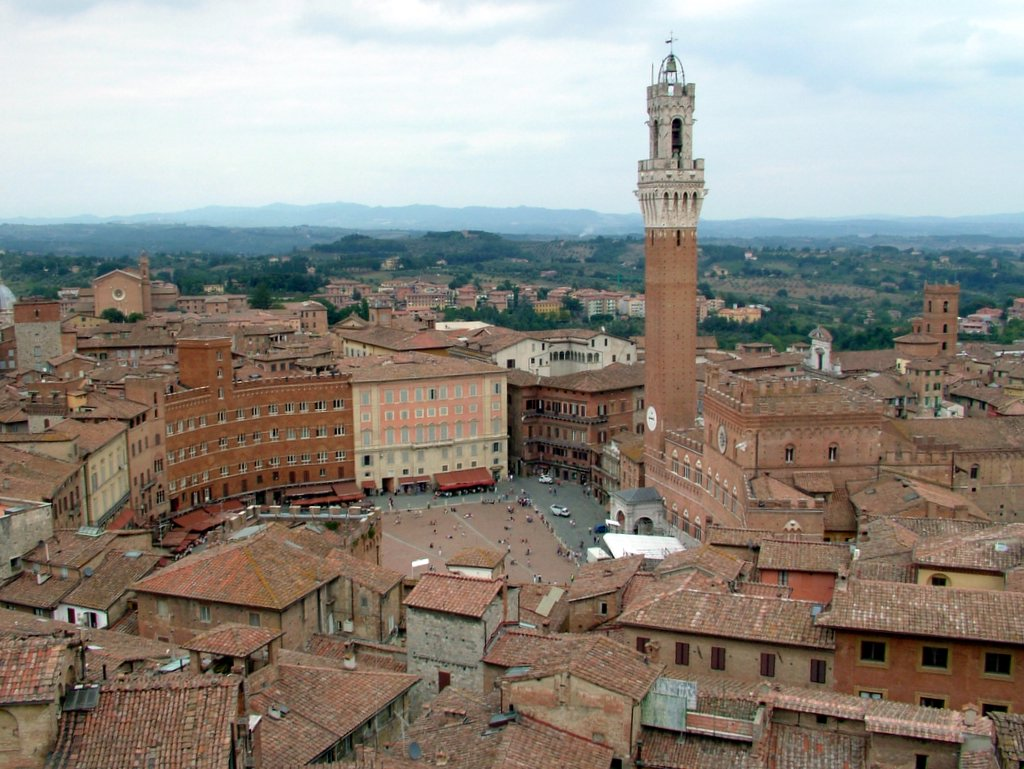
Piazza del Campo

Na hlavním náměstí Piazza del Campo se nachází jedna z nejvýznamnějších sienských staveb Palazzo Pubblico. Jedná se o gotickou cihlovou stavbu z let 1297 až 1310. Po levé straně paláce se nachází 102 metrů vysoká věž Torre del Mangia z let 1338 - 48. Interiéry paláce jsou vyzdobené malbami žáků sienské školy s vyobrazením měšťanského života 14. a 15. století. Na východní straně Piazza del Campo stojí Palazzo Piccolomini, jeden z nejhezčích renesančních paláců v Sieně z 15. st.
Druhou hlavní sienskou stavbou, společně s Palazzo Pubblico, je dóm Santa Maria Assunta. Leží jihozápadně od Piazza del Campo na Piazza del Duomo. Jedná se patrně o jednu z nejpůsobivějších gotických sakrálních staveb v Itálii. Byla vystavěna od poloviny 12. st. do roku 1264. Věž zvonice je z druhé poloviny 13. st. Nedaleko od katedrály, v ulici Via S. Pietro, je v paláci Buonsignori z 15. st. Pinacoteca Nazionale se sbírkou sienského malířství 12. až 16. st.
K dalším památkám v Sieně náleží například kostel San Domenico, cihlová stavba ze 13. st., ve 14 st. rozšířená. Dále původně románská bazilika sv. Františka (San Francesco) z poloviny 13. st., ve 14. až 15. st. přestavěna a rozšířena do současné gotické podoby. Navštěvovaný je také rodný dům sv. Kateřiny Sienské.

## Kontrády

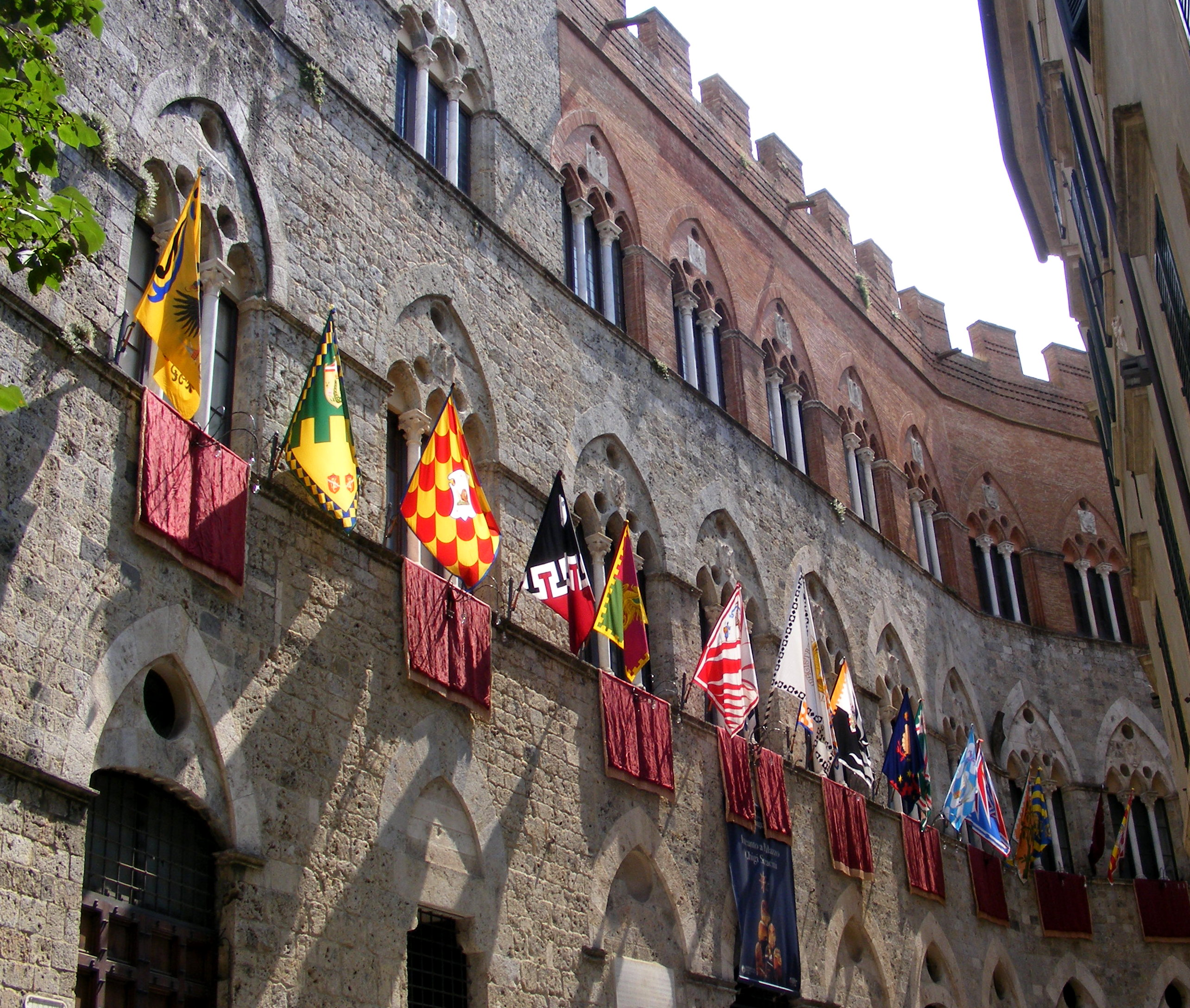
Palác Chigi-Saracini vyzdobený prapory kontrád

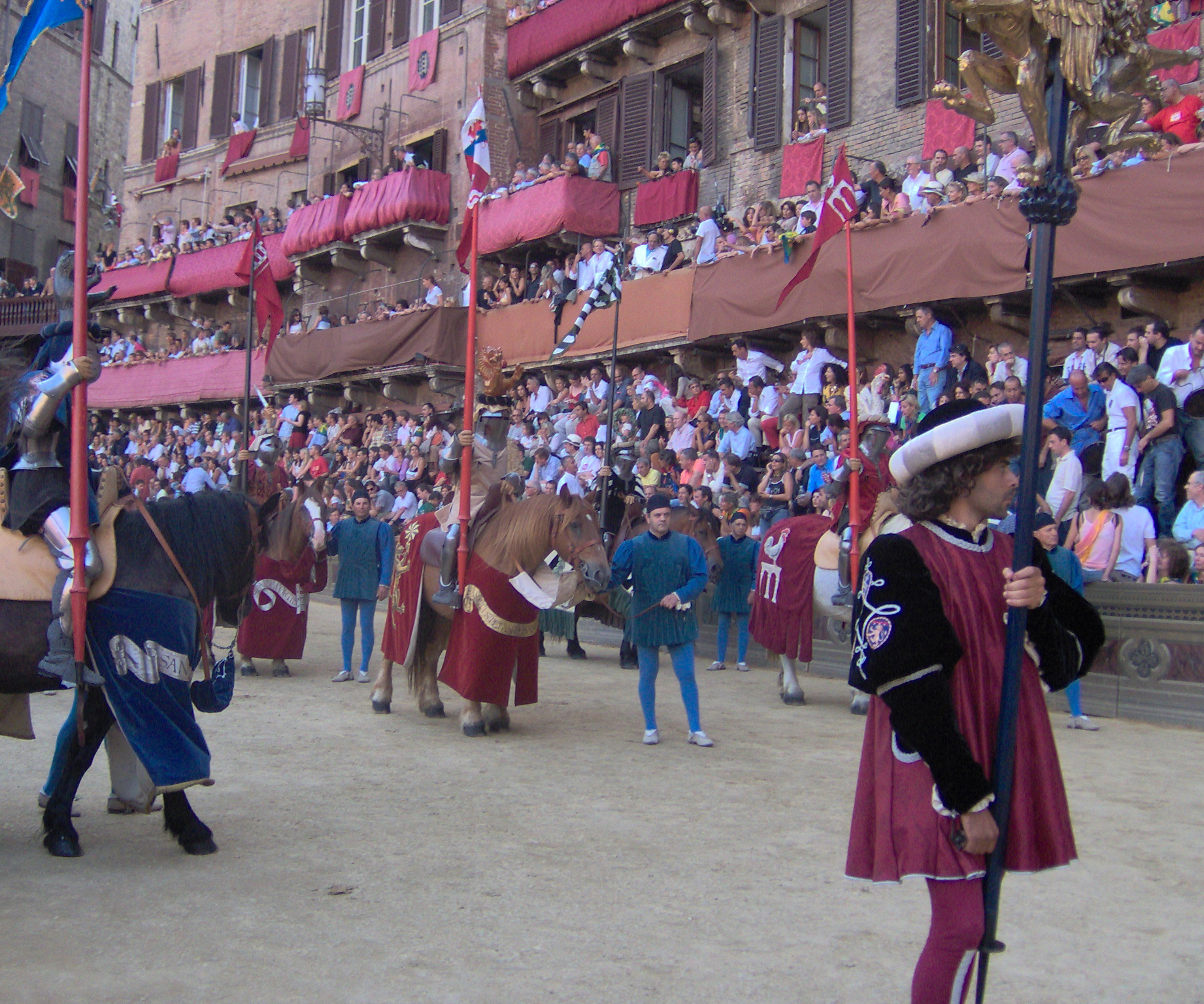
Historický průvod

Siena je rozdělena na sedmnáct historických obvodů zvaných kontrády (contrade), do kterých patří od narození do smrti každý obyvatel města. Systém vznikl ve 13. století, kdy bylo rozhodnuto kvůli efektivnější obraně města organizovat vojenské oddíly podle bydliště a zaměstnání obyvatel. Původně existovalo 59 kontrád, ale většina z nich postupně zanikala a roku 1729 vydala velkovévodkyně Violante Beatrice Bavorská nařízení, které ustanovilo dosud platné rozdělení historického centra města do kontrád, neutrálním územím je pouze hlavní náměstí a katedrála.
Kontrády mají status právnické osoby, v čele každé stojí Capitano. Dříve fungovaly jako cechy, protože příslušníci kontrády se věnovali jednomu povolání. Dosud kontrády poskytují svým členům pomoc v nouzi a organizují různé veřejné akce. Každá z nich má symbol, podle něhož je pojmenována, heslo, vlajku, kostel se svatým patronem, kašnu a muzeum. Mezi sousedními kontrádami panuje nepřátelství, zatímco ty vzdálenější mezi sebou spolupracují. Každá kontráda má navíc jedno italské město, s nímž udržuje nadstandardní vztahy. Nejprestižnějším měřením sil mezi kontrádami je dostih palio, kterému předchází průvod v historických kostýmech.
Seznam kontrád:
- Torre (věž), česáči vlny
- Bruco (housenka), obchodníci hedvábím
- Chiocciola (hlemýžď)
- Istrice (dikobraz)
- Civetta (sova), ševci
- Drago (drak), bankéři
- Giraffa (žirafa), malíři
- Leocorno (jednorožec), zlatníci
- Lupa (vlčice), pekaři
- Valdimontone (beran), krejčí
- Nicchio (mušle), hrnčíři
- Oca (husa), barvíři
- Onda (vlna), tesaři
- Pantera (panter), drogisté
- Selva (les), tkalci
- Tartuca (želva), sochaři
- Aquila (orel), notáři

## Fotogalerie

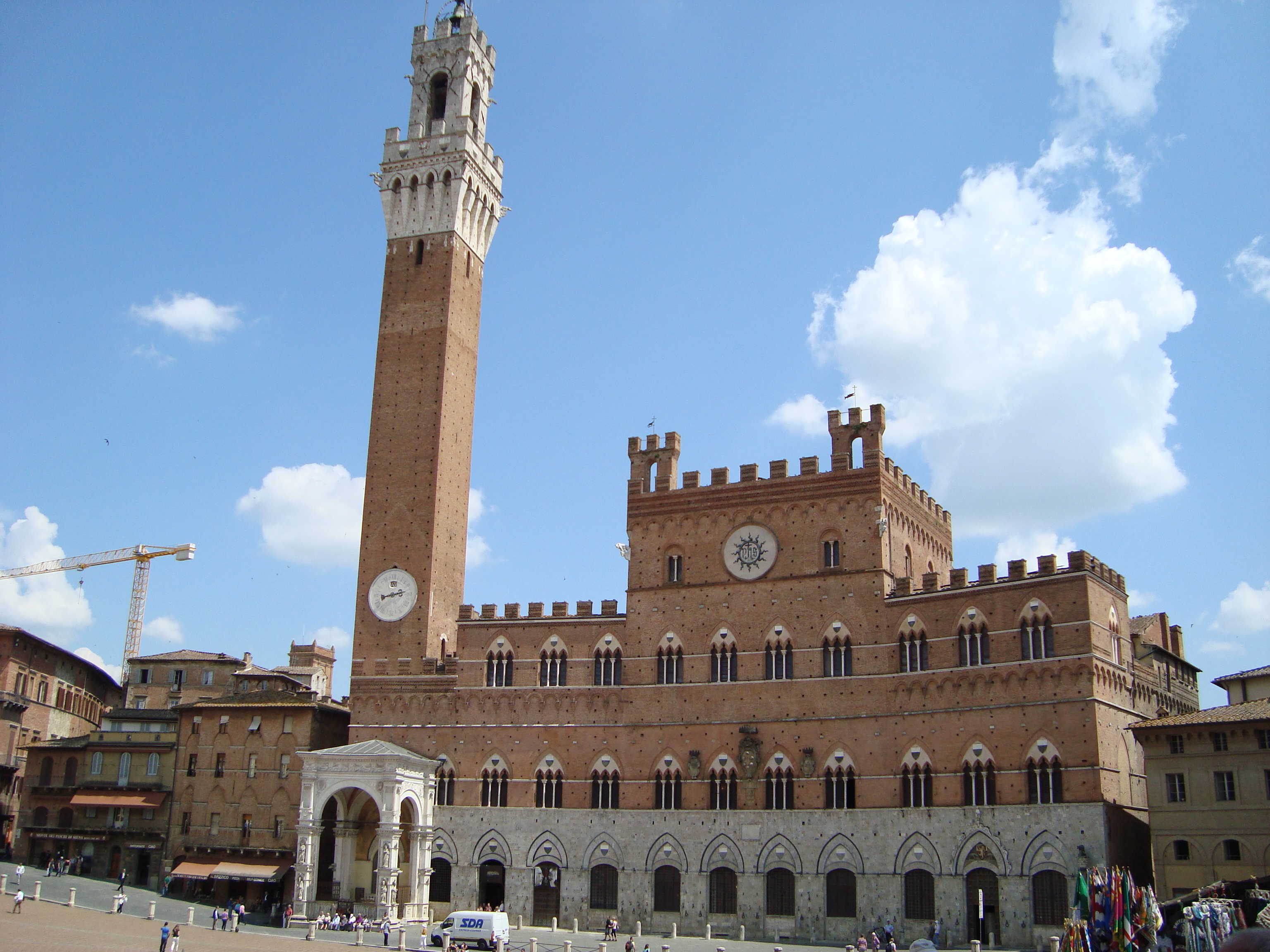
Palazzo Pubblico
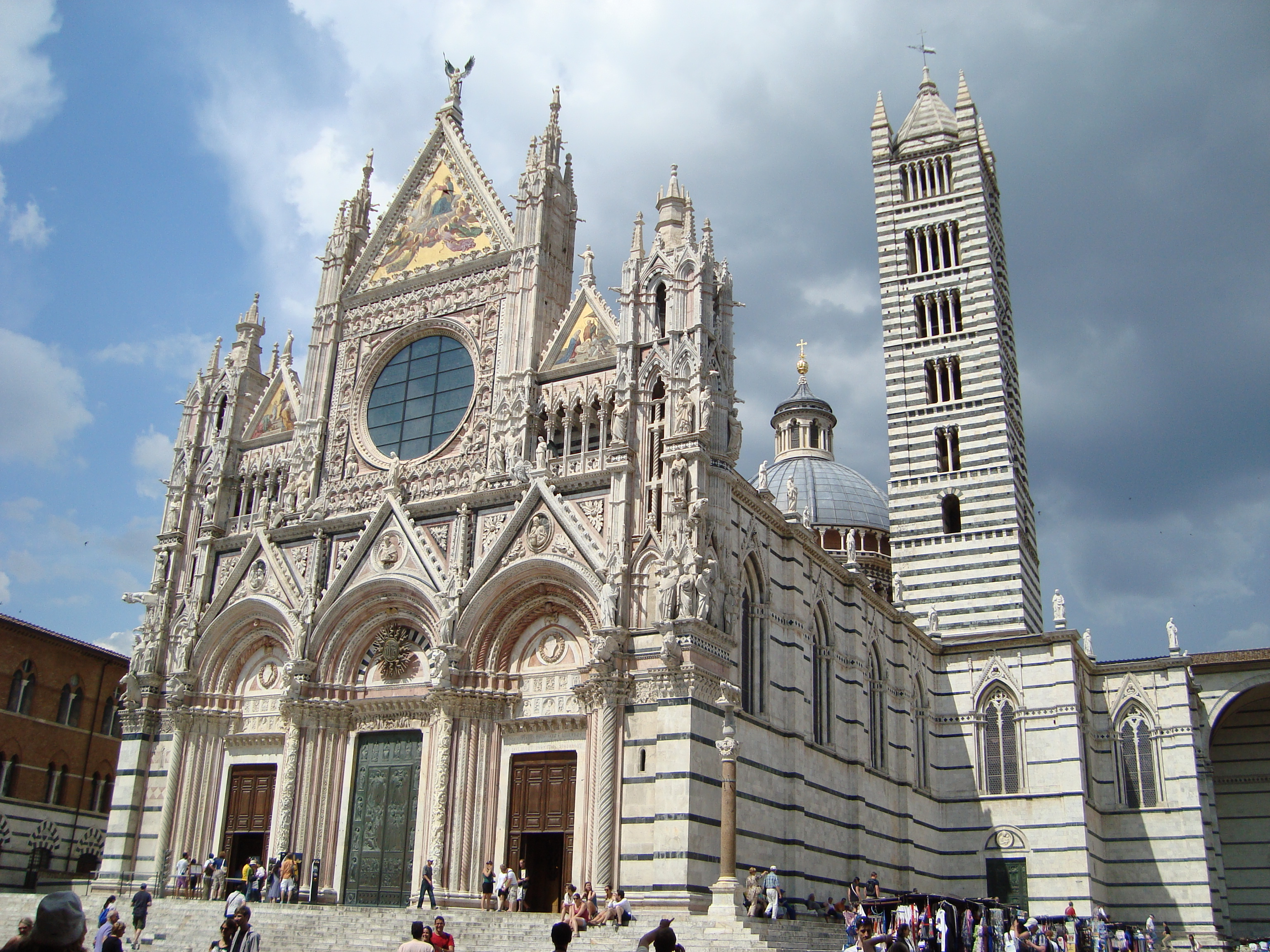
Duomo, sienská katedrála
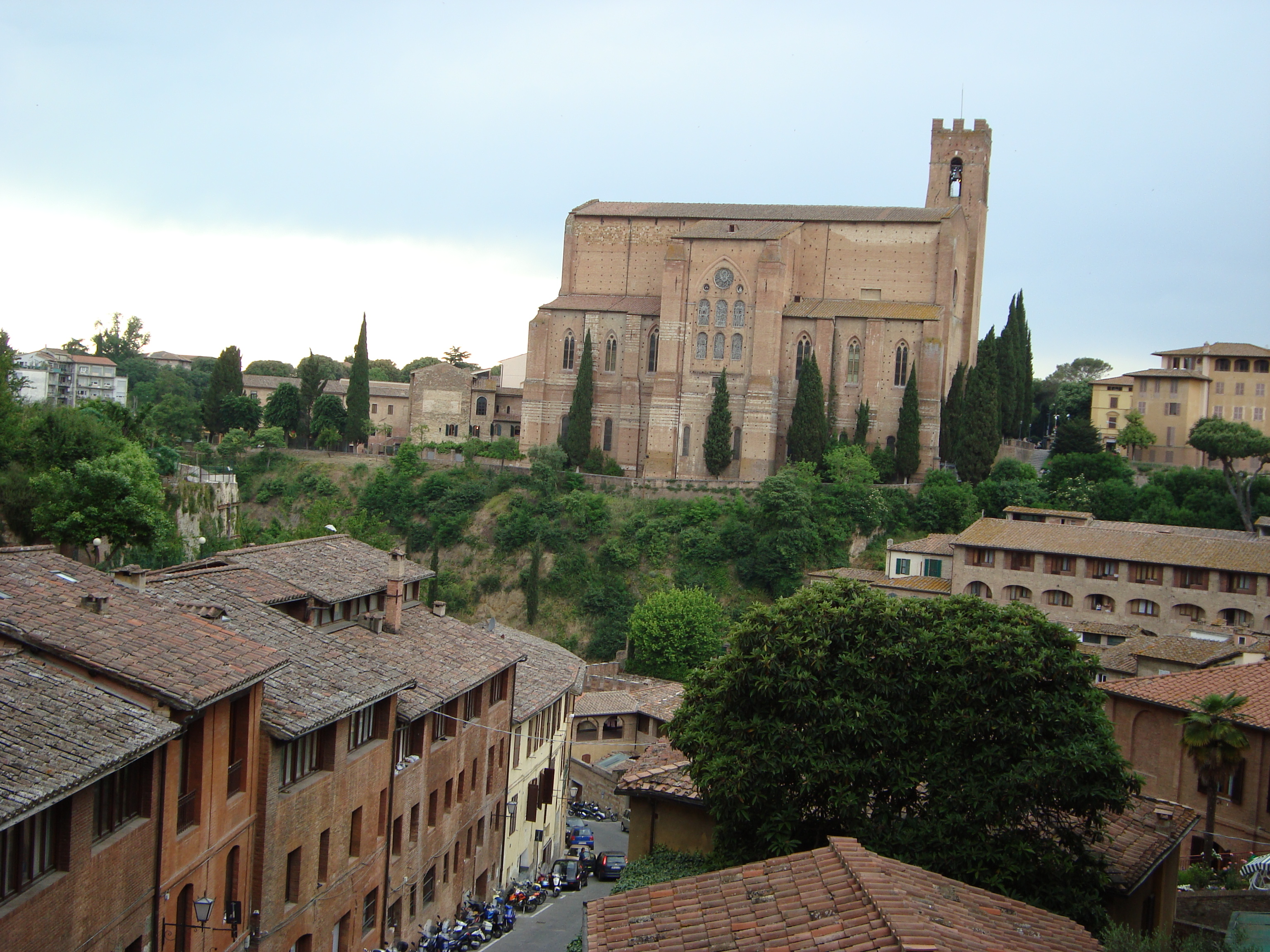
kostel San Domenico
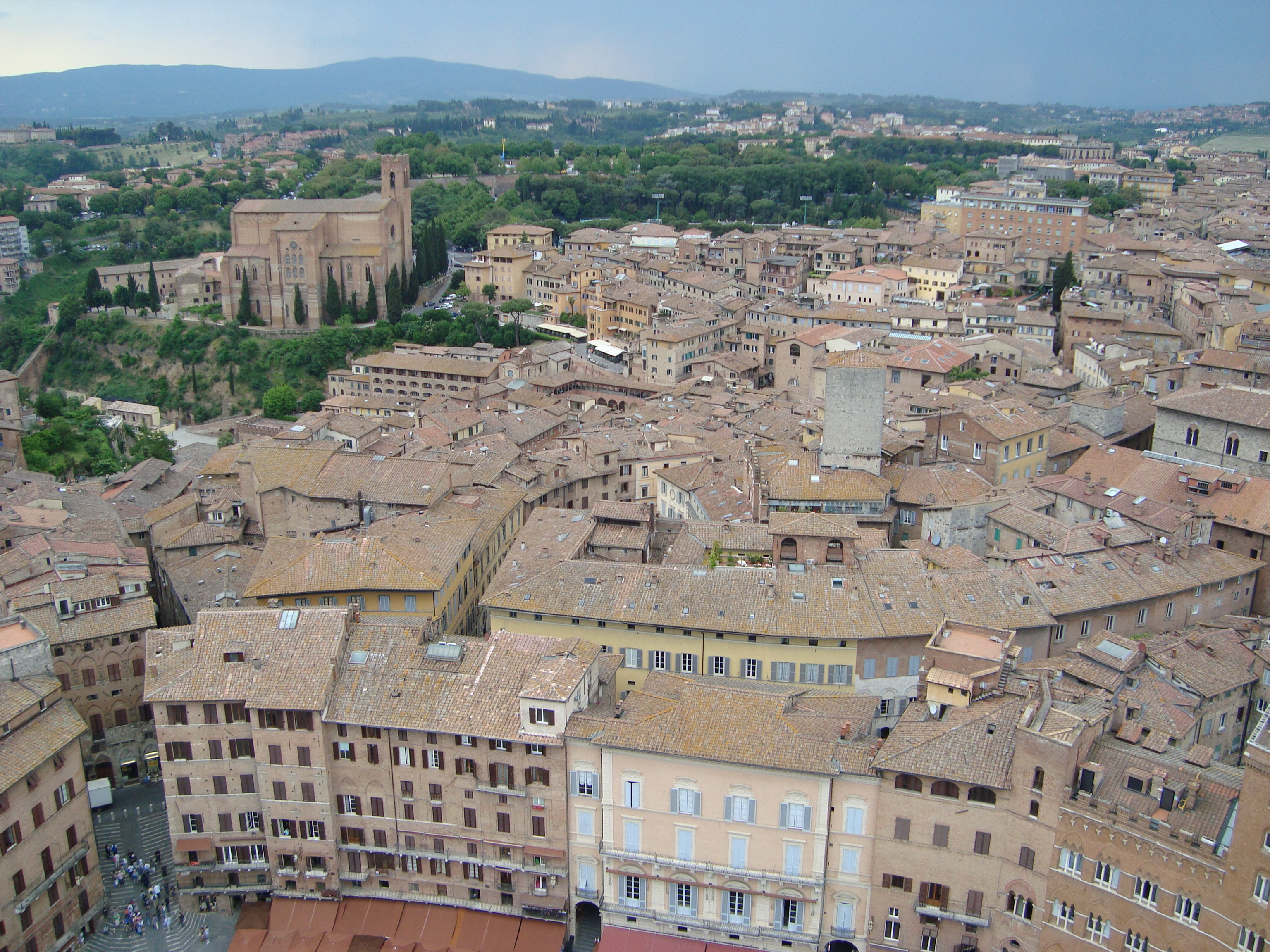
Siena severozápadně, vlevo San Domenico
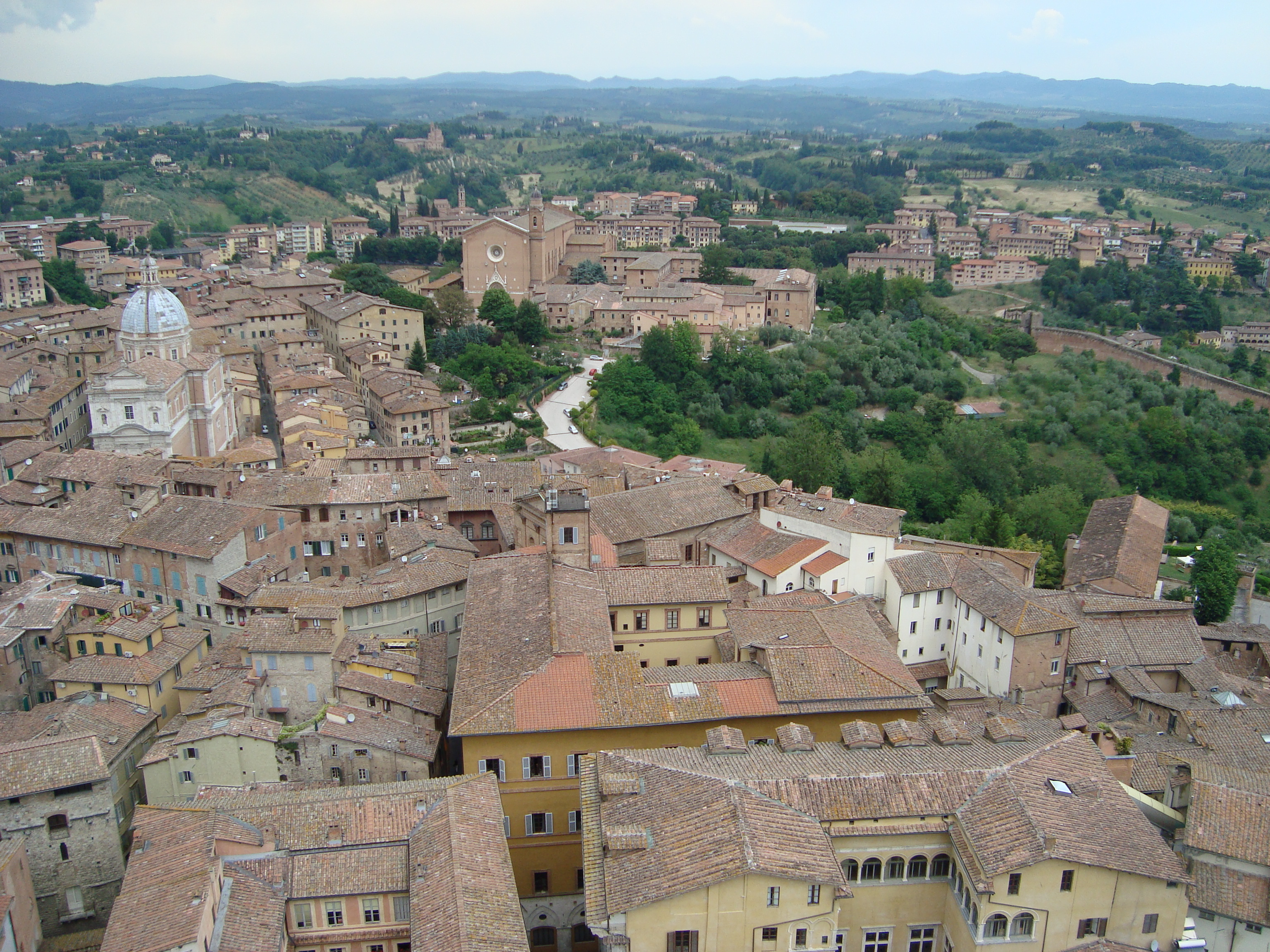
severovýchodně, vlevo S. Maria di Provenzano, ve středu S. Francesco
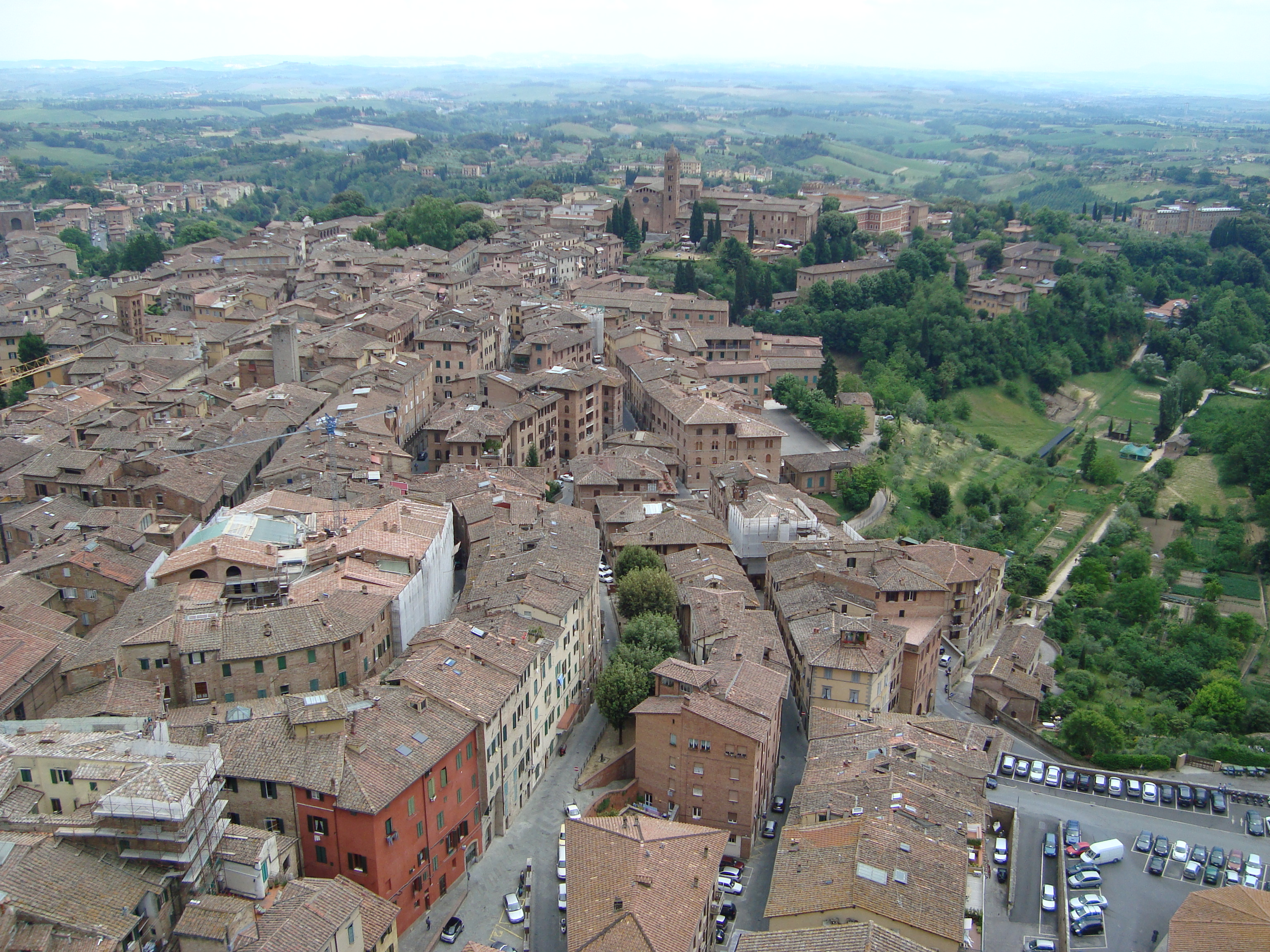
jihovýchod, vzadu bazilika S. Clemente
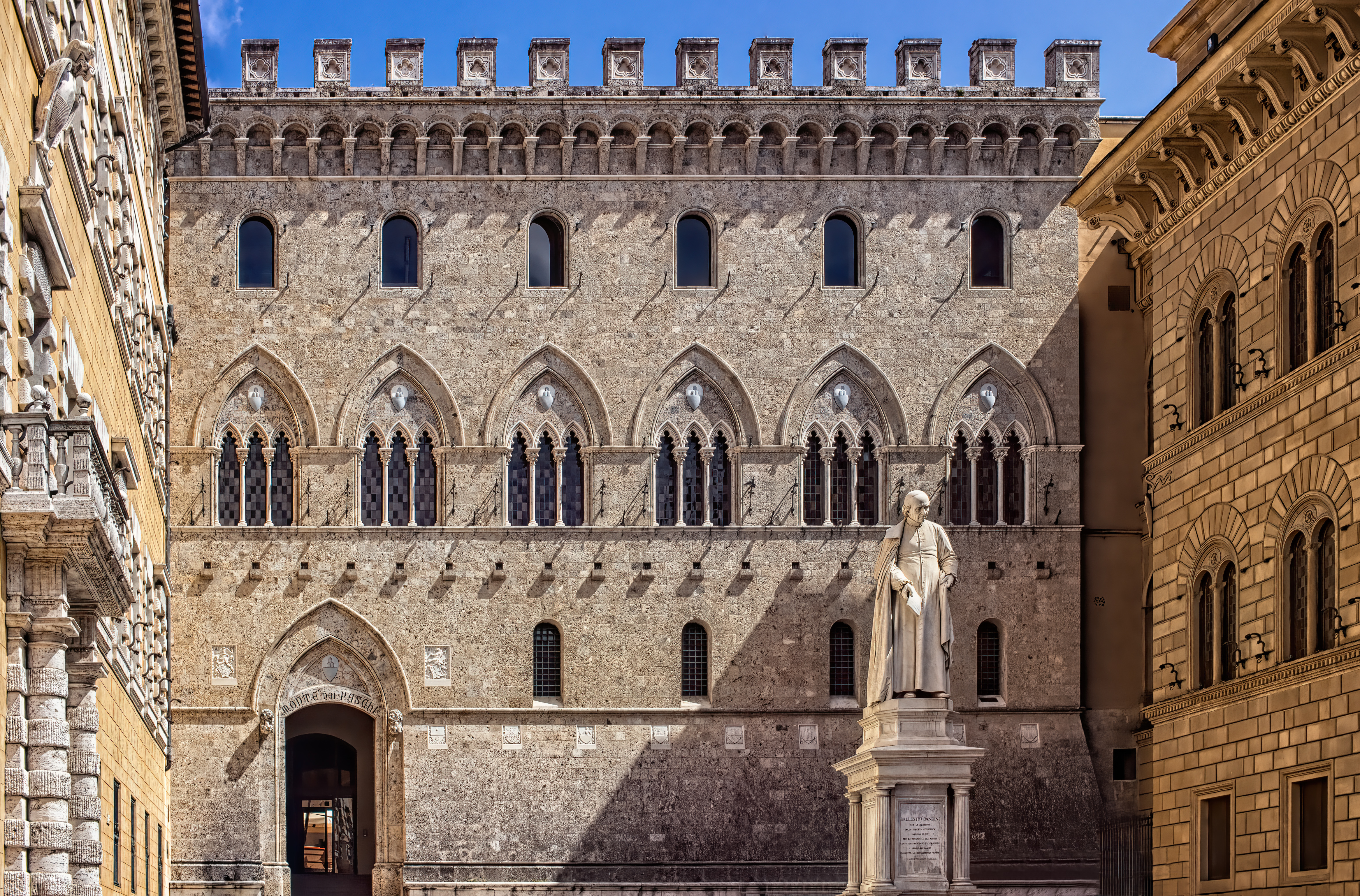
Palazzo Salimbeni

## Slavní rodáci
- Kateřina Sienská (vlastním jménem Caterina Benincasa, 25. března 1347, Siena – 29. dubna 1380, Řím) – italská řeholnice, panna a mystička, 4. října 1970 papežem Pavlem VI. jmenována učitelkou církve. Je považována za jednu z nejvýznamnějších žen církevních dějin.
- Duccio di Buoninsegna (asi 1255 /60 Siena – 1318 /19) italský malíř, zakladatel sienské malířské školy.
- Pietro Lorenzetti (také Petruccio Lorenzo, asi 1280, Siena – asi 1348, Siena) – italský malíř činný v průběhu let 1306-1345. Spolu s mladším bratrem Ambrogiem, Ducciem di Buonisegna a Simone Martinim patřil k nejvýznamnějším představitelem sienské malby trecenta.
- Simone Martini (asi 1284, Siena – 1344, Avignon) – italský gotický malíř fresek a deskových obrazů.
- Ambrogio Lorenzetti (mezi 1285 a 1290, Siena – 1348, Siena) – italský pozdně gotický malíř, mladší bratr Pietra Lorenzettiho.
- Gianna Nannini (1954) – zpěvačka a skladatelka populární hudby.
- Lorenzo Maitani (1275-1330) – italský sochař, architekt a stavitel katedrály ve městě Orvieto.

## Partnerská města
- Avignon, Francie
- Výmar, Durynsko, Německo
- Wetzlar, Hesensko, Německo
- L'Aquila, Abruzzo, Itálie